# Brouwerij 't Gaverhopke
Brouwerij ‘t Gaverhopke is een Belgische brouwerij gelegen te Waregem in de provincie West-Vlaanderen.

## Geschiedenis
De brouwerij werd in 1994 opgericht door Erik Ameye en echtgenote Christiane Soens in Stasegem. Toen hij op pensioen ging, werd de brouwerij op 1 oktober 2007 overgenomen door Gudrun Vandoorne en Bruno Delrue. Gudrun is de brouwster en werd in 2010 verkozen tot "Nieuwe onderneemster van het jaar". In 2012 werd een nieuwe grotere brouwinstallatie geïnstalleerd met een brouwcapaciteit van 1000 liter per brouwsel. In 2015 verhuisde de brouwerij naar de beschermde hoeve Goed ten Nieuwenhove in Waregem. Brouwerij De Meester nam intrek in het vroegere pand in Stasegem.

## Bieren
- 't Gaverhopke Blondje, 6,8%
- 't Gaverhopke Bruintje, 6,8%
- 't Gaverhopke Paasbier, 8%
- 't Gaverhopke Kriek, 6,8%
- Zingende Blondine, 9,8%
- Koerseklakske, 5,5%
- Den Twaalf, 12%

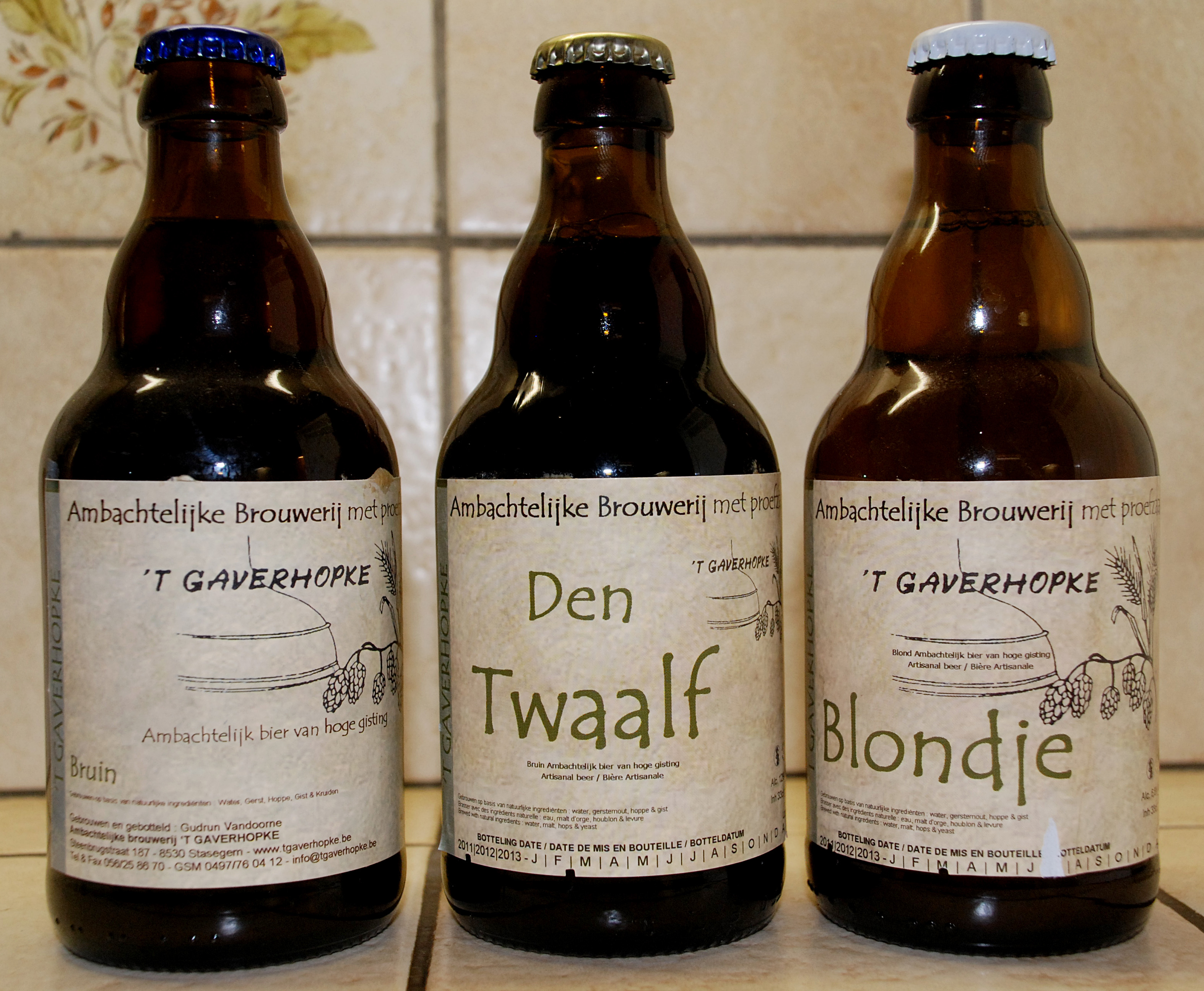
Bieren ‘t Gaverhopke

- Bitter Sweet Symphony, 7,8% (in samenwerking met de Amerikaanse brouwerij Tired Hands Brewing Company)